# Terpios echinata
Terpios echinata är en svampdjursart som beskrevs av Duchassaing och Giovanni Michelotti 1864. Terpios echinata ingår i släktet Terpios och familjen Suberitidae.
Artens utbredningsområde är havet kring Brittiska Jungfruöarna. Inga underarter finns listade i Catalogue of Life.